# Stelis tetramera
Stelis tetramera är en orkidéart som beskrevs av Carlyle August Luer. Stelis tetramera ingår i släktet Stelis och familjen orkidéer. Inga underarter finns listade i Catalogue of Life.